# Young musicians european orchestra

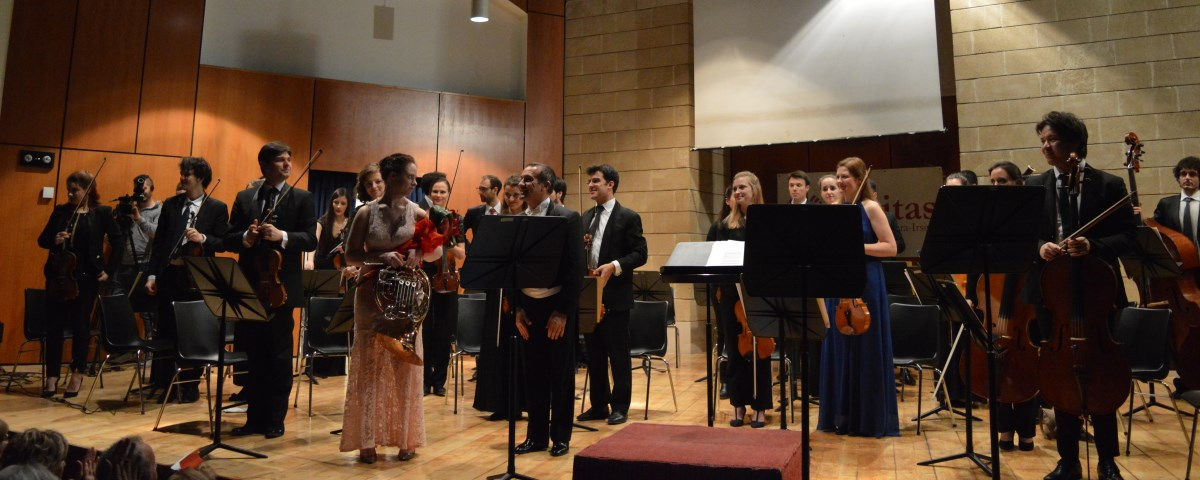
Paolo Olmi e la Young musicians european orchestra a Matera

Conosciuta anche come Orchestra dei giovani europei, è una formazione orchestrale creata da Paolo Olmi e collegata idealmente alla Young Musicians Symphony Orchestra e all'Orchestra della Guidhall School of Music di Londra. La gestione della Orchestra è a cura della Cooperativa Emilia-Romagna Concerti
.

## Origini
L'Orchestra si è esibita per la prima volta a Ravenna nel 2007, per il concerto di Pasqua a Sant'Apollinare in Classe. L'evento è stato ripreso dalla Rai.
Nel 2008 e 2009 l'Orchestra ha reso omaggio ai morti dell'11 settembre 2001, con un concerto commemorativo a Roma. A Ravenna, nel 2011 concerto commemorativo per i 150 anni dell'Unità di Italia.

## Orchestra internazionale
L'organico varia tra i 20 e i 100 componenti, che vengono scelti ogni anno dal maestro Olmi. Ne hanno fatto parte musicisti della Spagna, Israele, Palestina, Canada, Austria, Germania, Kazakhstan, Ucraina, Cina. Con il passare degli anni si assiste ad una maggiore apertura a giovani talenti provenienti da altri continenti. L'età media è inferiore ai 25 anni.

## Concerti di Natale
Dal 2011, l'attività dell'Orchestra è legata ai concerti di Natale di Ravenna-Betlemme, con l'obiettivo benefico di sensibilizzare i giovani alla musica. Nel 2013, l'Orchestra si è esibita a Betlemme nella Basilica della Natività. Dal 19 dicembre 2015, un gemellaggio con Matera porta la Young musicians european orchestra ad esibirsi anche nell'Auditorium della città dei Sassi, dando il via alla tradizione dei concerti di Natale nel capoluogo lucano.